# Marie-Louise Giraud
Marie-Louise Giraud, all'anagrafe Marie-Louise Lempérière (Barneville-Carteret, 17 novembre 1903 – Parigi, 30 luglio 1943) è stata una donna francese condannata a morte per aver praticato aborti clandestini durante la seconda guerra mondiale.

## Biografia
Nata in una famiglia povera della periferia di Cherbourg, sposò il marinaio Paul Giraud, dal quale ebbe due figli. Successivamente trovò lavoro come domestica, governante e lavandaia.
Dall'inizio della seconda guerra mondiale affittò stanze anche a prostitute a Cherbourg e iniziò a praticare aborti clandestini, prima su base volontaria, poi a pagamento. A quel tempo, le separazioni coniugali dovute alla guerra (in particolare all'altro numero di soldati francesi prigionieri in Germania) e le difficili condizioni di vita aumentarono la richiesta di aborti da parte delle donne. Tuttavia, il Governo di Vichy promulgò dure leggi contro l'aborto e una legge del 15 febbraio 1942 reintrodusse la pena di morte contro coloro che lo praticavano.
Nonostante i rischi legali e medici (una sua paziente, infatti, morì di setticemia nel gennaio 1942 dopo quindici giorni di agonia), Giraud continuò a praticare aborti clandestini e al momento del suo arresto nel 1943 ne aveva eseguiti ventisette. Il processo avvenne tra il 7 e il 9 giugno dello stesso anno e l'imputata fu condannata da un tribunale speciale. Durante il processo, l'accusa reiterò l'immoralità delle sue azioni, mentre il procuratore generale utilizzò argomentazioni che rimandavano alla propaganda antiabortista messa in circolazione della Chiesa cattolica e dai collaborazionisti. La sentenza fu emessa il 9 giugno 1943 e dopo che Philippe Pétain rifiutò di commutare la pena di morte, Giraud fu giustiziata sulla ghigliottina nel carcere di La Roquette il 30 luglio seguente. 
Giraud fu una delle due faiseuse d'anges ad essere giustiziate durante la seconda guerra mondiale; l'altra, Désiré Pioge, fu ghigliottinata il 22 ottobre seguente.

## Nella cultura di massa
La storia di Giraud è stata resa celebre in Francia dal romanzo Une affaire de femmes di Francis Szpiner, a sua volta riadattato da Claude Chabrol nel film Un affare di donne con Isabelle Huppert nel ruolo della mammana.
Inoltre, Giraud è una dei personaggi principali del romanzo Qui touche à mon corps je le tue di Valentine Goby.